# Steven Greenblatt
Stephen Jay Greenblatt (født 7. November 1943) i Boston, USA, er en amerikansk litteraturkritiker, teoretiker og forsker især i Shakespeare. 
Greenblatt betragtes af mange som en af grundlæggerne af new historicism, der er en måde at studere litteratur på. Greenblatt foretrækker dog selv betegnelsen "cultural poetics ". Hans værker har været indflydelsesrige siden begyndelsen af 1980'erne, da han introducerede begrebet. Greenblatt har skrevet og redigeret talrige bøger og artikler indenfor new historicism, kulturstudier, renæssance studier, og Shakespeare-studier og anses for at være ekspert på disse områder.[kilde mangler] Hans mest populære arbejde er Will in the World, en biografi om Shakespeare, der var på New York Times bestseller list i ni uger. 
Greenblatt var  med til at grundlægge kultur og litteraturtidsskriftet Representations, der ofte udgiver artikler, der tager udgangspunkt i new historicism.

## New historicism
Greenblatt er blevet citeret for at sige, “My deep, ongoing interest is in the relation between literature and history, the process through which certain remarkable works of art are at once embedded in a highly specific life-world and seem to pull free of that life-world. I am constantly struck by the strangeness of reading works that seem addressed, personally and intimately, to me, and yet were written by people who crumbled to dust long ago" (“Greenblatt Named”).
Første gang Greenblatt brugte udtrykket “new historicism” var i 1982 i introduktionen til bogen The Power of Forms in the English Renaissance, hvori han bruger Dronning Elizabeth den Førstes “bitter reaction to the revival of Shakespeare’s Richard II“ på aftenen for et oprør i den engelske landsdel Essex for at illustrere den “mutual permeability of the literary and the historical” (Greenblatt, Greenblatt Reader 1-2). New historicism bliver anset af mange for at have påvirket alle perioder indenfor engelsksproget litteraturhistorie (Cadzow) og nogle anser new historicism som en “a collection of practices” som litteraturkritikere kan bruge til at opnå en mere fyldestgørende forståelse for litteratur, ved at forholde sig til dens historiske kontekst ved også at behandle historie som “historically contingent on the present in which [it is] constructed” (Greenblatt, Greenblatt Reader 3).